# Ptychadena porosissima
Ptychadena porosissima és una espècie de granota que viu a Angola, República Democràtica del Congo, Etiòpia, Kenya, Malawi, Ruanda, Sud-àfrica, Eswatini, Tanzània, Uganda, Zàmbia, Zimbàbue i, possiblement també, Burundi, Lesotho i Moçambic.